# Синсинатско чили
Синсинатското чили  е регионален вариант на гъст месен сос, който се използва за смесване със спагети или за пълнеж на хотдог. Редовно се сервира в много ресторанти в различни вериги за бързо хранене в района на Синсинати в САЩ. Чилито се сервира освен в района на Синсинати, също и в цяло Охайо, както и в Кентъки и Индиана. Въпреки това, то може да се намери и на други места като Флорида, Мичиган и Западна Вирджиния. Това чили може да бъде консервирано и/или замразено, като в този вид се предлага и в други щати на САЩ в повечето магазини от веригата Kroger. Жителите на Синсинати консумират повече от един милион килограма такова чили всяка година, покрити с около 425 хил. килограма сирене чедър. Всеки септември градът празнува "Chilifest" в Yeatman's Cove на брега на река Охайо, където се сервира чили и се организират местни развлечения. Ястието е разработено през 20-те години на миналия век от братя Кираджиеви.
Рецептата съдържа кайма от говеждо месо, което се вари във вода и/или в говежди бульон, след което се добавят доматено пюре, лук, чесън, царевица или червен боб и различни подправки, като сместа къкри няколко часа, за да се образува гъста яхния, покрита с тънък месен сос. Ястието се подправя с канела, бахар, карамфил, кимион, индийско орехче и люти чушки на прах. Някои рецепти изискват малко количество тъмен горчив шоколад. Чилито престоява за една нощ в хладилник, за да се даде възможност за лесно премахване на мазнините от него и да се позволи на вкусовете на подправките да се проявят, след което ястието да се претопля, за да се сервира със спагети или като пълнеж на хотдог. Името чили често е объркващо за тези, които не са запознати с него, защото терминът "чили" предизвиква очакването на чили кон карне, с което няма прилика.